# Bryocryptella convexa
Bryocryptella convexa är en mossdjursart som beskrevs av Ferdinand Canu och Ray Smith Bassler 1928. Bryocryptella convexa ingår i släktet Bryocryptella och familjen Bryocryptellidae. Inga underarter finns listade i Catalogue of Life.